# Wewak

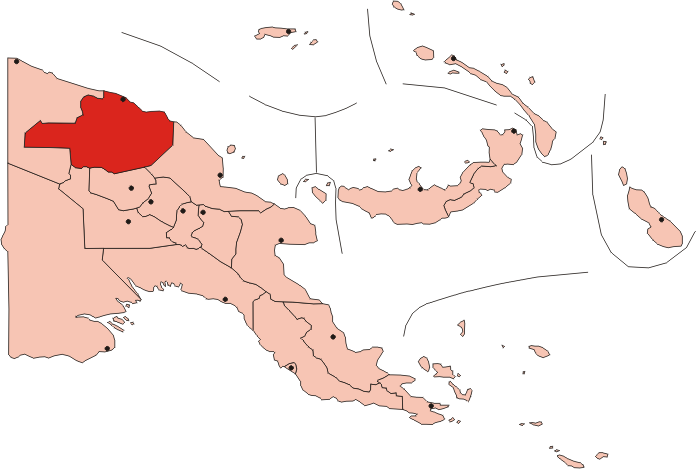
Położenie Wewak w prowincji Sepik Wschodni

Wewak – miasto w Papui-Nowej Gwinei, stolica prowincji Sepik Wschodni, na północnym wybrzeżu Nowej Gwinei, na zachód od rzeki Sepik.
W mieście znajduje się niewielki port morski oraz port lotniczy Wewak. Eksportuje się kawę, kakao, a także kauczuk.
Podczas II wojny światowej w mieście znajdowała się największa na wyspie japońska baza lotnicza, będąca częstym celem ataków samolotów amerykańskich i australijskich. Siły japońskie stacjonujące w mieście skapitulowały 13 września 1945 roku.